# اصغر قاتل
علی‌اصغر بروجردی (۱۲۷۲ – ۶ تیر ۱۳۱۳) معروف به اصغر قاتل، نخستین قاتل زنجیره‌ای ثبت‌شده در ایران به حساب می‌آید. قربانیان وی را اکثراً کودکان تشکیل می‌دادند که او در اغلب موارد به آن‌ها تجاوز می‌کرده‌است. او در مدتی که در عراق زندگی می‌کرده ۲۵ کودک را به قتل رسانده و پس از مدت‌ها زندان و پس از آخرین قتل در عراق به ایران می‌گریزد و در ایران هم مرتکب ۸ قتل و مجموعاً ۳۳ قتل در دو کشور می‌شود. او در ۶ خرداد ۱۳۱۳ در تهران محاکمه و در ۶ تیر همان سال به دار آویخته شد.

## کودکی
علی‌اصغر در خانواده‌ای بزرگ شد که سابقه دزدی و قتل و بدنامی داشت. پدربزرگ وی زلفعلی راهزن بود و در منطقه بروجرد، ملایر و اراک اقدام به چپاول کاروان‌ها می‌کرد که گاه منجر به کشته شدن کاروانیان نیز می‌شد.
پدر علی‌اصغر، علی‌میرزا نام داشت که دزد و قاتلی بدنام بود. علی‌میرزا از راهزنان و جنایتکاران معروف دوران بود به گونه‌ای که گفته‌اند او بیش از ۴۰ مسافر و عابر را با دست خود به قتل رسانده است. بدنامی وی و تحت تعقیب بودنش وی را مجبور کرد که به بغداد مهاجرت کند و زن و فرزندان خود را نیز به همراه خود ببرد. برخی هم گفته‌اند که علی‌میرزا از راهزنان معروف راه مشهد بود که به دست فوج قزاق در ایران به قتل رسید و بعدها زن وی همراه با فرزندانش به بغداد رفتند.
بنا به روایتی علی‌اصغر به سال ۱۲۸۷ خورشیدی در بروجرد به دنیا آمد. اما محل تولد وی محلۀ عودلاجان تهران نیز ذکر شده‌است. وی دو برادر با نام‌های رضا و تقی و یک خواهر داشته‌ است. علی‌اصغر از مادرش شنیده بود که پدرش علی‌میرزا، سرباز بوده و در یکی از جنگ‌ها کشته شده‌است. خانواده علی‌اصغر به بهانه زیارت کربلا به عراق می‌روند و در بغداد ساکن می‌شوند.
یکی از برادران علی‌اصغر در بغداد قهوه‌خانه‌ای برپا می‌کند و علی‌اصغر هم ابتدا نزد برادرش مشغول به کار می‌شود. وی بعدها به فروش آجیل و تنقلات به کودکان و دانش‌آموزان میپردازد و از همین راه به اغفال آنان دست می‌زند.

## جنایت‌های اصغر قاتل در عراق
علی‌اصغر با فروش تنقلات به کودکان و نوجوانان با آنان طرح دوستی می‌ریخت و کم‌کم با وعده‌هایی آن‌ها را به خلوتی می‌کشید و به آنان تجاوز می‌کرد یا آن‌ها را مورد اذیت و آزار قرار می‌داد. نخستین بار در سن ۱۴ سالگی به علت اذیت و آزار کودکان در بغداد دستگیر شد و به زندان افتاد. اما کمی سن وی باعث شد تا خطر جدی گرفته نشود و با رضایت والدین کودکان آزاد شود. وی مجدداً به فروش آجیل و تنقلات به کودکان مدرسه‌ای روی آورد. با مشخص‌ شدن آزار رسانی وی به ۵ کودک در بغداد، علی‌اصغر محکوم به ۹ سال حبس شد. وی از سن ۲۷ سالگی برای در امان ماندن از دست پلیس و دادگاه، تصمیم گرفت بعد از تجاوز به طعمه‌های خود، آنان را سربه‌نیست کند. به این ترتیب وی تا پایان اقامت خود در عراق ۲۵ کودک و نوجوان را به قتل رساند. به اعتراف خودش هنگامی که آخرین کودک را در بغداد می‌کشت، توسط کودک دیگری دیده شد و به همین علت، به سرعت و برای همیشه از عراق فرار کرد و روانۀ ایران شد.
وی در مورد جنایاتش در عراق می‌گوید:
«در عراق در قهوه‌خانۀ برادرم هر چه پول می‌گرفتم خرج اطفال می‌کردم. مدتی هم در مساجد، آجیل می‌فروختم و با اطفال رابطه برقرار می‌کردم تا این که به علت فریب‌دادن پنج بچه از فرزندان متمولین آنجا و فریب‌دادن آنها، نُه سال حبس کشیدم. پس از آزادی، از برادرم خواستم که برایم زن بگیرد ولی قبول نکرد. دیگر همیشه با اطفال بودم تا این که یک شب یک شاگرد نجّار به نام حسن را فریب دادم و با پنج نفر دیگر به او تجاوز کردیم؛ به خاطر همین دو سال حبس کشیدم و از طرف محکمه تحت نظر پلیس بودم. هر شب پلیس در خانه می‌آمد و بودن مرا در خانه کنترل می‌کرد. تصمیم گرفتم به هر پسری که تجاوز می‌کنم، او را به قتل برسانم. در بغداد، ۲۵ پسر را سر بریدم. اغلب جنازه را در شط غرق می‌کردم، برخی را هم به قدری ماهر شده بودم که از سر بریدن هیچ آثاری نمی‌گذاشتم. آخرین بچه را که می‌کشتم، کودک دیگری مرا دید که من از همان‌جا به ایران فرار کردم.»

## جنایت‌های اصغر قاتل در ایران
با فرار از عراق به ایران، اصغر در کاروانسرای رضاخان در تهران ساکن و مشغول به کارهای دوره‌گردی و به ویژه بامیه‌فروشی شد. به این ترتیب، وی باز هم امکان تماس با کودکان و نوجوانان را پیدا کرد. طعمه‌های وی این بار بیشتر نوجوانان شهرستانی بودند که برای یافتن کار به تهران آمده بودند. وی در مدتی کوتاه هشت نفر را در تهران کشت و جنازه‌های آن‌ها را در جنوب تهران رها ساخت. کشف جسدهای مثله‌شدۀ این نوجوانان در کوره‌ها و قنات‌های منطقه شترخان باعث ترس و وحشت فراوان در تهران و اصفهان شده بود.

## نحوۀ دستگیری
دهم دیماه ۱۳۱۲ در یک خرابه در بیابان شترخان در جنوب تهران، چوپانی نوجوان، سرِ بریدهٔ کودکی را می‌یابد و سراسیمه این خبر را به اهالی روستای نجف‌آباد (محلۀ کیانشهر فعلی در جنوب شرقی تهران) در همان نزدیکی می‌رساند. مأموران ادارۀ تامینات (آگاهی) تهران با حضور در محل، جسد کودک و نیز دو جسد دیگر را می‌یابند که همگی کمتر از بیست سال سن داشته و در دو هفتهٔ گذشته کشته شده بودند. در بیست و سوم بهمن همان سال و در فاصلۀ کمتر از دو ماه، جمجمۀ جوان دیگری در میدان جلالیه پیدا می‌شود اما تلاش برای یافتن جسد وی بی‌نتیجه می‌ماند. پنج روز بعد، جنازهٔ بدون سر فردی سی ساله در قنات امین‌آباد منطقه دولت‌آباد کشف می‌شود. با ایجاد جو رعب و وحشت در تهران، پلیس (نظمیه) و دادگستری (عدلیه) به تلاش جدی برای یافتن سرنخی از قتل‌ها مشغول می‌شوند.
سردار تیمورخان مفتّش باتجربهٔ تامینات تهران، مأمور پیگیری قتل‌های زنجیره‌ای در جنوب تهران شد. مأموران با اجیر کردن چند چاه‌کن، به تلاش خود برای یافتن اجساد در قنات ادامه دادند. آنها (۴۳) مامور در روز سه‌شنبه ۸ اسفندماه ۱۳۱۲ در حوالی چاه‌های قنات امین‌آباد، به مردی میانسال در بیابان برمی‌خورند که یک پیت حلبی و یک پشتهٔ حمالی همراهش داشت. مأموران از وی و شغلش می‌پرسند؛ وی ادعا می‌کند که بامیه‌فروش است و پیت هم ابزار کار اوست. ماموران جسدی را در آن حوالی پیدا می‌کنند. بعد از دو روز، مرد بامیه‌فروش که اصغر قاتل بود، در حوالی شازده عبدالعظیم دستگیر می‌شود و برای استنطاق به کمیسری و سپس به تامینات تهران برده می‌شود. مأموران به محل زندگی علی‌اصغر در کاروانسرای رضاخان می‌روند و با پرس‌وجو از همسایه‌ها متوجه می‌شوند شب پیش از آن پسربچه‌ای که علی‌اصغر وی را برادر خود معرفی می‌کرده، شب را در اتاق او خوابیده‌ است. آن‌ها لباس‌های به‌دست‌آمده را شناسایی و متعلق به همان نوجوان معرفی می‌کنند.

## محاکمه و اعترافات

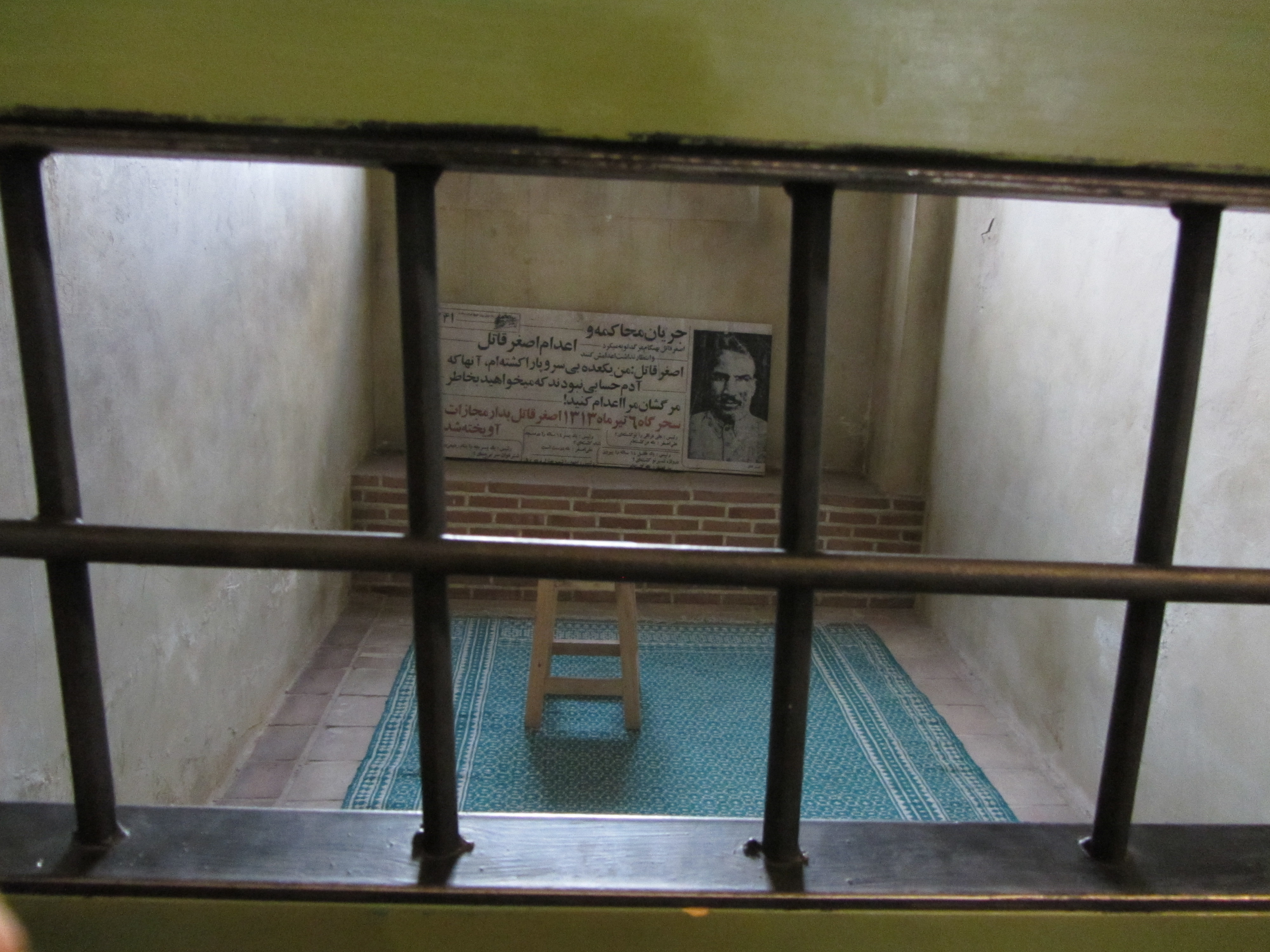
سلول انفرادی اصغر قاتل در زندان قصر

پس از چند فقره بازجویی، علی‌اصغر اقرار می‌کند که لباس‌ها مربوط به نوجوانی به نام علی است که اصغر در ابتدا برای وی سینی و بامیه خریده تا در کنار او کار کند، اما با گریختن وی، اصغر مجدداً وی را یافته و پس از تجاوز، وی را به قتل رسانده‌است. در نهایت، علی‌اصغر به انجام هشت قتل در ایران و بیست و پنج قتل در عراق و تجاوز به مقتولان و دیگر کودکان اقرار می‌کند.
دادگاه اصغر که اکنون دیگر به اصغر قاتل مشهور شده بود، در خرداد و تیرماه سال ۱۳۱۳ تشکیل شد. جرم وی تجاوز و قتل ده‌ها کودک و نوجوان ذکر شد. سرانجام دادگاه وی را به نه سال حبس و نیز اعدام محکوم کرد که با اعتراض علی‌اصغر، رأی به دیوان عالی تمیز رفت که در آنجا نیز حکم وی مجدداً تأیید شد. علی‌اصغر در توجیه جنایت‌های خود گفت:
«این‌ها یک عده بی‌پدر و مادر هستند؛ بی‌سر و پا و خوشگل‌اند. وقتی که ریش آن‌ها درآمد، دزدی می‌کنند. من با این‌ها دشمنی دارم. این‌ها دشمن مملکت هستند؛ به این جهت آن‌ها را کشته‌ام. من در خارجه که بودم، از این‌ها خیلی بودند و خیلی از آن‌ها را کشتم. اینجا هم که آمدم، دیدم در اینجا هم هستند و آن‌ها را می‌کشتم.»

## اعدام

خبر اعدام اصغر قاتل در روزنامۀ اطلاعات

سرانجام در سحرگاه روز چهارشنبه ششم تیر ۱۳۱۳ حکم اعدام اصغر قاتل در میدان توپخانه در جلوی تشکیلات نظمیه مملکتی (محل کنونی ایستگاه متروی امام خمینی) اجرا شد. وی ابتدا شوخ و سرحال بود اما با مشاهدۀ طناب دار، در هم شکست. بنابر اظهارات حاضران گفت که در صورت آزادی، دو گوسفند برای قربانی نذر خواهد کرد. او پس از فراخوانده‌شدن به سمت دار، با اعتراض گفت: «من چند ولگرد و مجهول الهویه را کشتم؛ شما به‌خاطر آن‌ها مرا می‌کشید؟»

## اقتباس‌ها
در ایران تا به حال دو کتاب درباره اصغر بروجردی به رشتۀ تحریر درآمده است. فهیمه نظری کتاب «ابوالهول جنایات» را با لوح فکر منتشر کرد. این کتاب پژوهشی بر اساس مطبوعات دورۀ پهلوی اول از جنایات اصغر قاتل است که به بازتاب اخبار و تبعات این جنایات در جامعه آن روز ایران پرداخته است.
سوسن سیرجانی در کتاب «پرترۀ یک آدم کش» که توسط نشر ثالث منتشر شد نیز سعی کرده تا روایتی ناداستان دربارۀ اصغر قاتل بنویسد.